# Sinfonisches Blasorchester Vorarlberg
Das Sinfonische Blasorchester Vorarlberg ist ein sinfonisches Blasorchester in Vorarlberg, Österreich.

## Das Sinfonische Blasorchester Vorarlberg
Dirigent ist Thomas Ludescher, er gründete das Orchester 1997. Die 85 Musiker dieses Auswahlorchesters stammen teilweise aus den Mitgliedsvereinen des Vorarlberger Blasmusikverbandes, andere reisen aus Deutschland, Liechtenstein, der Schweiz und Tirol an. Das Orchester wird vom Vorarlberger Blasmusikverband getragen und durch das Land Vorarlberg finanziell unterstützt.

## Anerkennungen
Einen besonderen Erfolg erzielte das Orchester beim 15. World-Music-Contest 2005 in Kerkrade (Niederlande). In der Höchststufe erreichten die Musiker mit 92,4 Punkten in der Gesamtwertung der sinfonischen Blasorchester (Harmonie) den dritten Platz (Erster Rang mit Auszeichnung).
Zu diesem Wettbewerb wurde die Auftragskomposition Chakra von Maurice Hamers als Uraufführung vorgetragen, die im Jahr 2007 als audiovisuelles Gesamtwerk auf DVD produziert wurde.
Im Jahr 2007 unternahm das Orchester eine Konzertreise nach Peking.
Im Jahr 2009 konnte das Orchester den Erfolg aus dem Jahr 2005 bei der WMC in Kerkrade bestätigen. Mit 93.33 konnte die Punkteanzahl aus 2005 sogar noch überboten werden. Wieder konnte sich das Orchester als bestes deutschsprachiges Orchester präsentieren.

## Diskografie
- Chakra, Video-DVD und Audio-CD
- 3. Deutsches Bundesmusikfest (01.-04.06.2001): Galakonzert, B-Ton
- World Music Contest WMC 2005, Liveaufnahme